# Xarsingma (häradshuvudort i Kina, Tibet Autonomous Region, lat 27,49, long 88,95)
Xarsingma (kinesiska: 下司马, Yadong Xian, Zhuomu Xian, 亚东县, 卓木县) är en häradshuvudort i Kina. Den ligger i den autonoma regionen Tibet, i den sydvästra delen av landet, omkring 320 kilometer sydväst om regionhuvudstaden Lhasa. Antalet invånare är 12 920. Befolkningen består av 6 651 kvinnor och 6 269 män. Barn under 15 år utgör 18,0 %, vuxna 15-64 år 75 %, och äldre över 65 år 5,0 %.
Runt Xarsingma är det glesbefolkat, med 19 invånare per kvadratkilometer. Det finns inga andra samhällen i närheten. Trakten runt Xarsingma består i huvudsak av gräsmarker.